# Hamid Reza Torabi
Hamid Reza Torabi (persisch حمید رضا ترابی; * 1973 in Rudsar) ist ein iranischer Geistlicher mit dem religiösen Titel Hodschatoleslam. Von 2013 bis 2019 war er Leiter der „Islamischen Akademie Deutschland“ in Hamburg.

## Leben
Hamidreza Torabi absolvierte 1991 sein Abitur mit den Hauptfächern Mathematik und Physik in seiner Geburtsstadt am Kaspischen Meer. Anschließend begab er sich für das Studium der Islamischen Theologie in die heilige Stadt Ghom. Nach überdurchschnittlichem Abschluss des Grundstudiums sowie der weiterführenden zweiten Stufe an der Islamisch-Theologischen-Hochschule (entspricht dem Diplom-Abschluss), absolvierte er die dritte Stufe (entspricht dem Magister-Abschluss) im Jahre 2002. Im Jahre 2007 promovierte er an der Islamisch-Theologischen Hochschule und erreichte mit Auszeichnung die vierte und höchste wissenschaftliche Stufe, die an der Islamisch-Theologischen Hochschule vergeben werden kann. Seither betreut er Doktorarbeiten an diversen Hochschulen und Universitäten in Ghom. Darüber hinaus war er bis zu seiner Auswanderung nach Deutschland als Dozent der Fächer Islamische Rechtswissenschaft, Normenlehre, Logik und Philosophie an der Islamisch-Theologischen Hochschule in Qum, der Al-Mustafa-Universität sowie an der staatlichen Universität Ghom tätig. Im Jahre 2011 erhielt er von Ayatollah Sayyid Mohammadreza Modarresi die Bestätigung zum Idschtihad, der Fähigkeit zur selbstständigen Extrahierung von theologischen Rechtsurteilen.
Weiterhin ist er Gründungsmitglied des wissenschaftlichen Forschungsinstitutes für Religion und Ethik (1999), Gründer und Direktor des Yaran Sabz Mo’ud-Kulturinstitutes (2007), Ratsmitglied des Institutes Parto Thaqalain (2009) sowie Gründer der Islamisch-Theologischen Hochschule Ayatollah Bahjat in Qum (2012). Von Juli 2013 bis Mitte 2019 leitete er die Islamische Akademie Deutschland e.V. (IAD).
Ferner ist er Gründungsmitglied des wissenschaftlichen Forschungsinstitutes für Religion und Ethik (1999), Gründer und Direktor des Yaran Sabz Mo’ud-Kulturinstitutes (2007), Ratsmitglied des Institutes Parto Thaqalain (2009) sowie Gründer der Islamisch-Theologischen Hochschule Ayatollah Bahjat in Qum (2012).